# Kingston Stockade Football Club
Kingston Stockade Football Club é uma agremiação esportiva da cidade de Kingston, Nova Iorque.  Atualmente disputa a National Premier Soccer League.

## História
O Kingston Stockade foi fundado em novembro de 2015, porém só estreou na NPSL em maio de 2016. Em 2018 o clube disputará pela primeira vez a Lamar Hunt U.S. Open Cup.

## Estatísticas

### Participações
|  | Participações em 2018 |

| Competição     | Competição               | Temporadas | Melhor campanha | Estreia | Última | P | R |
| Estados Unidos | Lamar Hunt U.S. Open Cup | 1          | Estreia (2018)  | 2018    | 2018   |   | – |